# Kirwin
Kirwin és una població dels Estats Units a l'estat de Kansas. Segons el cens del 2000 tenia 229 habitants.

## Demografia
Segons el cens del 2000, Kirwin tenia 229 habitants, 96 habitatges, i 60 famílies. La densitat de població era de 93,1 habitants/km².
Dels 96 habitatges en un 28,1% hi vivien nens de menys de 18 anys, en un 53,1% hi vivien parelles casades, en un 5,2% dones solteres, i en un 36,5% no eren unitats familiars. En el 33,3% dels habitatges hi vivien persones soles el 14,6% de les quals corresponia a persones de 65 anys o més que vivien soles. El nombre mitjà de persones vivint en cada habitatge era de 2,39 i el nombre mitjà de persones que vivien en cada família era de 3,1.
Per edats la població es repartia de la següent manera: un 29,3% tenia menys de 18 anys, un 3,9% entre 18 i 24, un 26,6% entre 25 i 44, un 23,1% de 45 a 60 i un 17% 65 anys o més.
L'edat mediana era de 38 anys. Per cada 100 dones de 18 o més anys hi havia 100 homes.
La renda mediana per habitatge era de 26.563 $ i la renda mediana per família de 35.625 $. Els homes tenien una renda mediana de 34.167 $ mentre que les dones 16.875 $. La renda per capita de la població era de 15.744 $. Entorn del 6,6% de les famílies i el 12,3% de la població estaven per davall del llindar de pobresa.

## Poblacions més properes
El següent diagrama mostra les poblacions més properes.